# Station Novaja Tsjara
Station Novaja Tsjara (Russisch: станция Новая Чара; stantsia Novaja Tsjara), oorspronkelijk Station Tsjara genoemd, is een spoorwegstation aan de Oost-Siberische spoorlijn aan de 1719e kilometer van de Spoorlijn Baikal-Amoer. Het station ligt ten noorden van de gelijknamige plaats Novaja Tsjara in het district Kalar in het noorden van de Russische kraj Transbaikal. Het werd aangelegd in 1983 en in 1989 geopend voor passagiersvervoer. Bij het station bevinden zich een aantal spoorwegvoorzieningen, waaronder spoorwegonderhoudsbedrijven en een locomotiefloods.
Vanaf het station rijden treinen naar Nerjoengri, Tynda, Kislovodsk, Tajsjet en Moskou en tijdens de zomer ook naar Anapa. Er is ook een voorstadspoordienst naar het dorp Koeanda.